# Abelha
Abelhas são insetos voadores, conhecidos pelo seu importante papel na polinização. Pertencem à ordem Hymenoptera, da superfamília Apoidea, subgrupo Anthophila, e são aparentados das vespas e formigas.
O representante mais conhecido é a Apis mellifera, oriunda do Velho Mundo, criada em larga escala para a produção de mel, própolis, geleia real e veneno. As espécies de abelhas nativas das Américas e Oceania são conhecidas como abelhas sem ferrão (ASF) e possuem ferrão atrofiado, sendo, portanto, menos agressivas. As abelhas com ferrão encontradas comumente no Brasil são espécies híbridas de abelhas europeias e africanas, criadas para maior produtividade e resistência. As abelhas sem ferrão encontradas comumente no Brasil são espécies do gênero Meliponini e a mais conhecida é a Jataí (Tetragonisca angustula).
Há mais de 25 000 espécies de abelhas conhecidas em sete famílias biológicas reconhecidas. Elas são encontradas em todos os continentes, exceto a Antártida, em todos os habitats do planeta onde existam plantas de flores polinizadas por insetos.
Existem abelhas que vivem socialmente em colônias e também existem abelhas solitárias, ambas importantíssimas para o equilíbrio ambiental.
Elas estão adaptadas a uma alimentação de néctar e pólen, o primeiro principalmente como uma fonte de energia e os últimos principalmente pelas proteínas e outros nutrientes. A maioria do pólen é usado como o alimento para as larvas que as tem definido como um insecto herbívoro mas que estudos recentes podem obrigar a reconsiderar essa posição científica, catalogando-as antes como omnívoras, pois foi percebida a importância alimentar das proteínas microbianas existentes no interior do mesmo pólen.
A polinização que as abelhas fazem é importantíssima, tanto ecologicamente como comercialmente; o declínio em abelhas selvagens aumentou o valor da polinização por colmeias, geridas comercialmente, de abelhas melíferas.
As abelhas variam em tamanho desde minúsculas espécies de abelhas sem ferrão cujas obreiras são inferiores a 2 mm de comprimento, como a Perdita Minima, até à Chalicodoma Plutão, a maior espécie de abelha cortadeira, cujas fêmeas podem atingir um comprimento de 39 mm. As abelhas mais comuns no hemisfério norte são as Halictidae; são pequenas e muitas vezes confundidas com vespas ou moscas. Vertebrados predadores de abelhas incluem aves como os abelharucos; insetos incluem besouros (abelheiro), vespas e libélulas.
A apicultura tem sido praticada há milênios, desde pelo menos os tempos do Antigo Egito e da Grécia Antiga. Além do mel e da polinização, as abelhas produzem cera de abelha, geleia real e própolis. As abelhas têm aparecido na mitologia e folclore, através de todas as fases da arte e da literatura, desde os tempos antigos até os dias atuais.

## Evolução

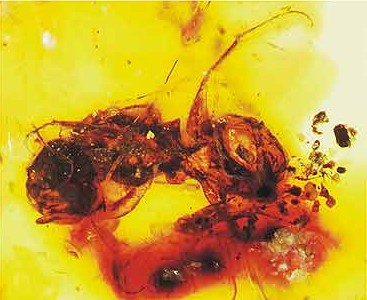
Descoberta em 2006, a Melittosphex burmensis, fossilizada em âmbar

A história evolutiva dos insetos mostra que os primeiros insetos aparecem por volta de 480 milhões de anos, no período Ordoviciano, e os insetos voadores por volta de 400 milhões de anos, no período Devoniano.
Estudos genéticos sugerem que as abelhas provêm, como as formigas, da especialização de vespas predadoras da família Crabronidae. Supõe-se que evoluíram a partir de espécies que se alimentavam de insetos cobertos de pólen, o qual teriam passado a preferir.
Os mais antigos fósseis de abelhas foram encontrados presos em âmbar. Estas abelhas pertencem a espécies e gêneros agora extintos. O fóssil mais antigo descoberto, até hoje, é o Melittosphex burmensis: com 100 milhões de anos; essa minúscula espécie descoberta em 2006 na Birmânia tinha grãos de pólen nos pés. Esta descoberta confirma a origem comum de vespas e abelhas e a idade da coevolução entre as "abelhas" e angiospermas. Essa descoberta sugere que as primeiras abelhas vegetarianas surgiram de ancestrais de vespas insetívoros. O gênero Electrapis viveu no Cretáceo Superior, há cerca de 70 milhões de anos, na atual região báltica e tinha uma forma muito semelhante à da abelha melífera contemporânea. A vida delas está ameaça por uso de inseticidas que matam a microbiota intestinal delas e as torna mais suscetíveis a pegarem parasitas.

## Coevolução
As primeiras flores foram polinizadas por insetos como besouros; a polinização por insetos foi bem estabelecida antes da primeira aparição das abelhas. A diferença importante é que as abelhas são especializadas como agentes de polinização, com modificações comportamentais e físicas que realçam especificamente a polinização, e são os insetos polinizadores mais eficientes. Em um processo de coevolução, as flores desenvolveram também adaptações, recompensas florais tais como o néctar, óleos florais, e partes comestíveis, e os tubos mais longos, e as abelhas desenvolveram línguas mais longas para extrair o néctar. As abelhas também desenvolveram estruturas para coletar e transportar pólen. A localização e o tipo diferem entre grupos de abelhas. A maioria das abelhas têm pelos localizados em suas patas traseiras ou na parte inferior de seu abdômen, algumas abelhas na família Apidae possuem "cestas" de pólen em suas patas traseiras.

## Diversidade
A maior parte das espécies de abelhas são solitárias, não fabricam mel nem constroem colmeias; todas têm, no entanto, um papel muito importante na polinização. 

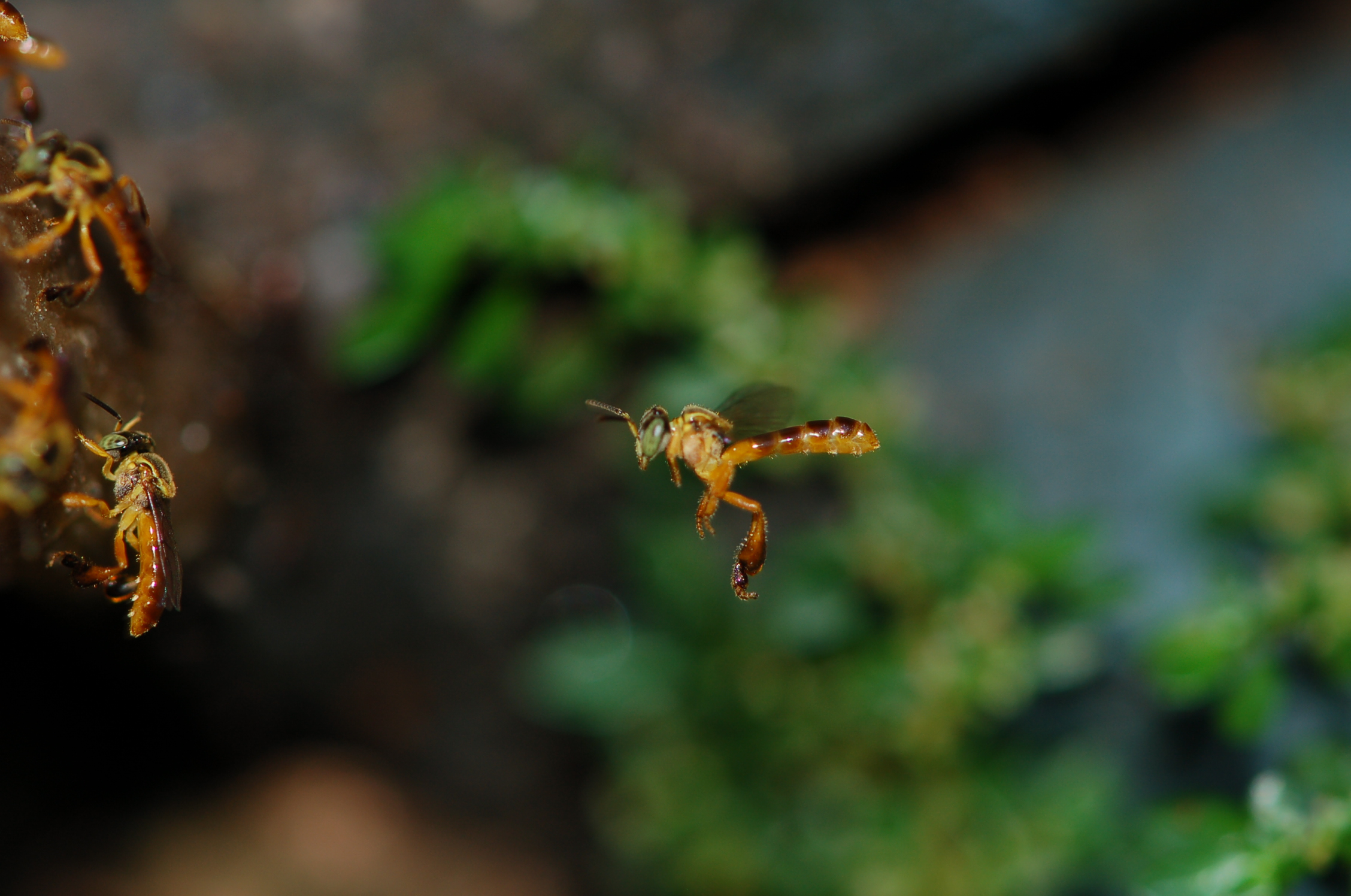
Uma abelha da pequena espécie Tetragonisca angustula paira de guarda à entrada do ninho. Não tem ferrão, produz um mel de sabor delicado

 Ao longo de milhares de anos de evolução, em que se espalharam por todo o mundo, adaptaram-se a diversos habitats e criaram uma espantosa diversidade. Algumas espécies desprezam o néctar, outras (exemploː Rediviva emdeorum) especializaram-se em óleos florais.
Algumas abelhas, como a Andrena Fulva ou a Andrena Cinerária, constroem ninhos no subsolo. As abelhas carpinteiras — como a Xylocopa violacea ou a Xylocopa caerulea — constroem ninhos na madeira morta ou em caules ocos. As abelhas "pedreiras" — como a Osmia bicornis ou a Osmia lignaria — fazem paredes de barro para formar compartimentos em seus ninhos.
A Lestrimelitta limao (iratim), encontrada no Brasil e Panamá, possui o hábito de saquear o alimento (néctar e pólen) de outras colônias de abelhas. Produz mel tóxico para os humanos. As abelhas "abutres" são um pequeno grupo de três espécies de abelhas sem ferrão americanas do gênero Trigona que se alimentam de carne putrefacta em vez de pólen ou néctar.
Do ponto de vista humano e para a exploração do mel e produtos derivados das abelhas, no momento existem cerca de apenas meia dúzia de espécies que apresentam interesseː a Tetragonula carbonaria australiana, sem ferrão, a Tetragonisca angustula sem ferrão, a indonésia Megachile pluto, e principalmente as do género Apis — Apis cerana japonica, Apis dorsata labriosa dos Himalaias, a dominante Apis mellifera, e a mais feroz de todas, a africanizada Apis mellifera scutella. Porém, há amplos trabalhos a respeito das abelhas do gênero Meliponini e estudos apontam que há por volta de 400 a 500 espécies de abelhas deste gênero nas Américas com 20 delas até agora conhecidas com potencial para exploração de mel, pólen, própolis e outros produtos, com aumento cada vez maior dos meliponicultores no mundo, principalmente nas Américas, em especial no Brasil.

## Biologia daApis mellifera

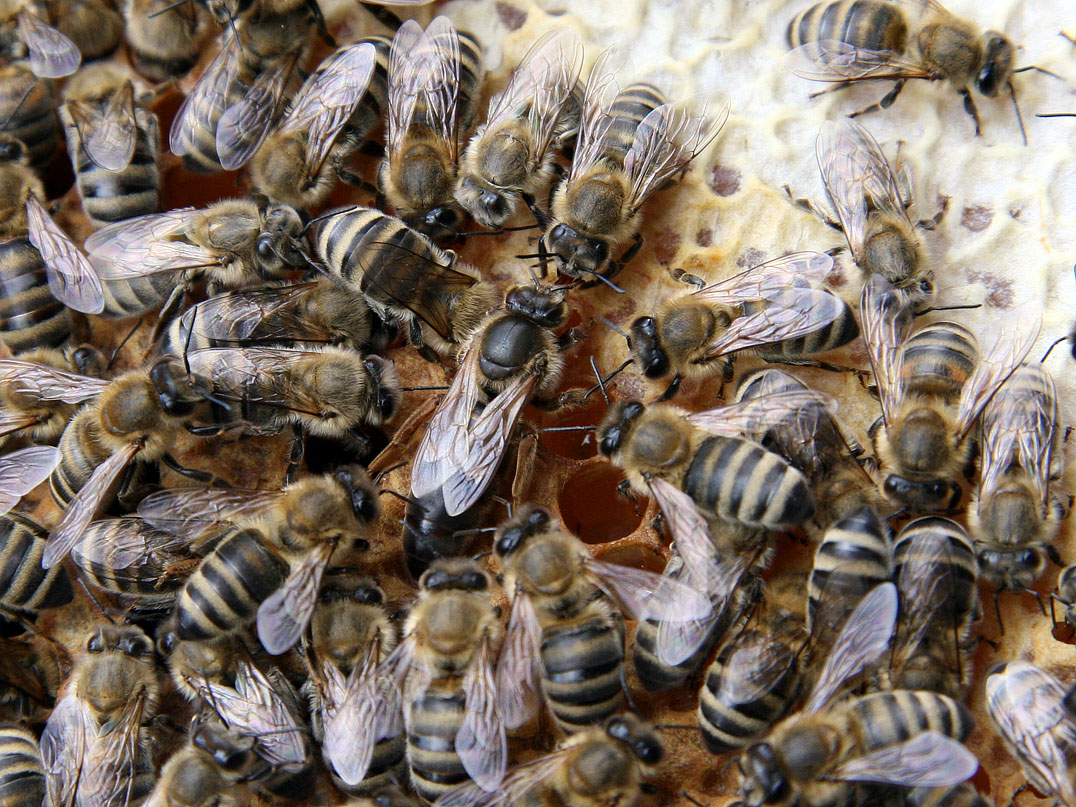
A abelha-rainha e as operárias

Os indivíduos adultos se alimentam geralmente de néctar e são os mais importantes agentes de polinização. As abelhas geralmente polinizam flores de todos os tipos, embora algumas espécies se especializem em determinadas flores.
Uma abelha visita dez flores por minuto em busca de pólen e do néctar. Ela faz, em média, quarenta voos diários, tocando em 40 mil flores. Com a língua, as abelhas recolhem o néctar do fundo de cada flor e guardam-no numa bolsa localizada na garganta. Depois voltam à colmeia e o néctar vai passando de abelha em abelha. Desse modo a água que ele contém se evapora, ele engrossa e se transforma em mel. A maioria das abelhas transporta uma carga eletrostática, que ajuda-as na aderência ao pólen.
As abelhas, como grande parte dos insetos, têm cinco olhos. Três são pequenos, no topo da cabeça, os chamados "olhos simples" ou ocelos, que apenas detectam mudanças de intensidade da luz; os dois olhos compostos, maiores, com milhares de lentes minúsculas, estão na parte frontal da cabeça e detectam luz polarizada.

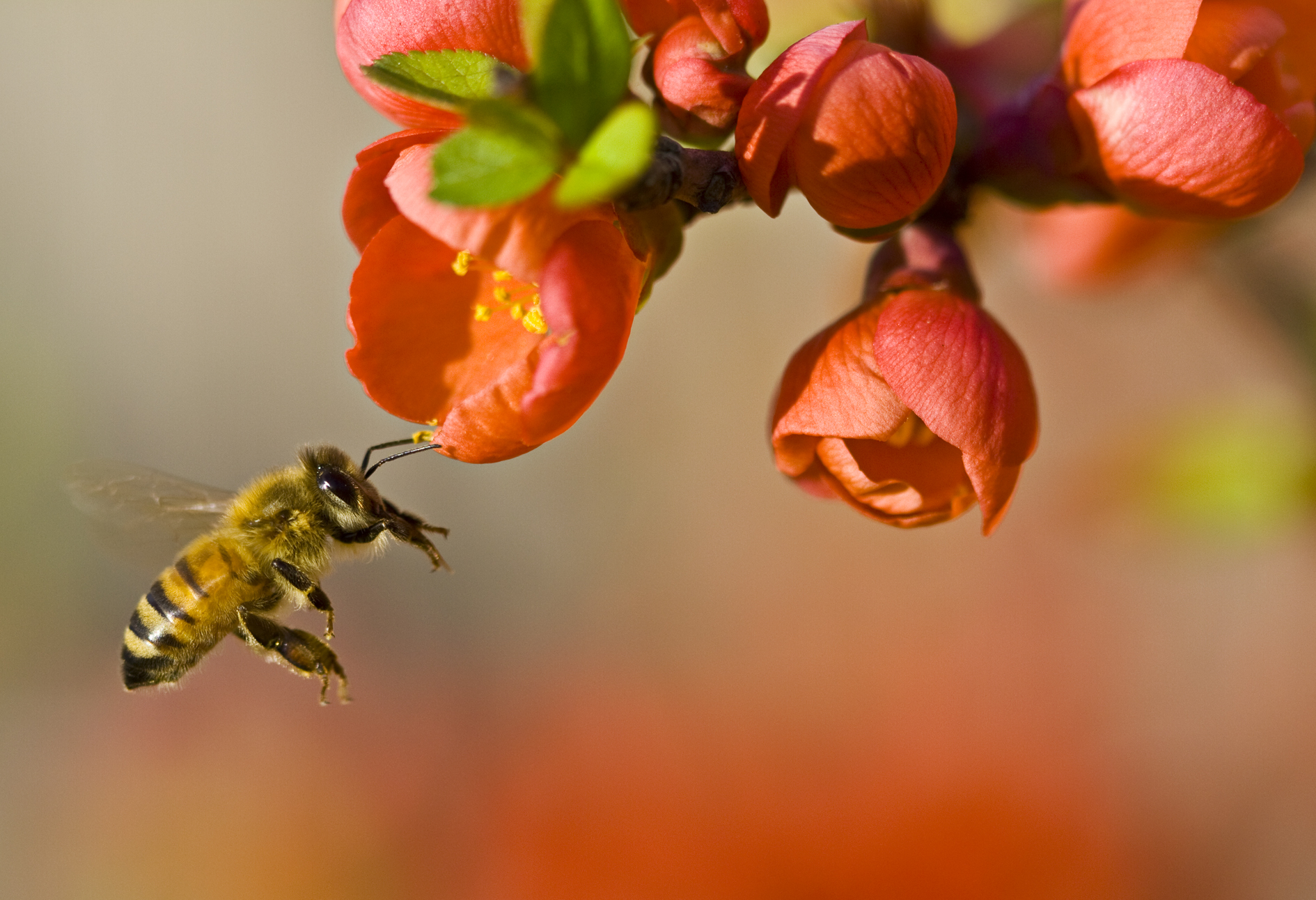
As abelhas precisam coletar o néctar de aproximadamente 4 milhões de flores para obtenção de apenas 1 kg de mel

Uma abelha produz 5 g de mel por ano. Para produzir um quilo de mel, as abelhas precisam visitar cerca de 4 milhões de flores e consomem cerca de 6–7 g de mel para produzirem 1 g de cera.
Uma colmeia abriga de 60 a 80 mil abelhas. Tem uma rainha, cerca de 400 zangões e milhares de operárias. Se nascem duas ou mais rainhas ao mesmo tempo, elas lutam até que sobre apenas uma rainha. A abelha-rainha vive até 5 anos, enquanto as operárias vivem de 28 a 48 dias.
Apenas as abelhas fêmeas trabalham. Os machos podem entrar em qualquer colmeia ao contrário das fêmeas. A principal função dos machos é fecundar a rainha. O zangão também tem a função de proteger a colmeia de outros insetos que possam ameaçá-la. Apesar de não possuir ferrão, as suas presas servem para atacar outros insetos que tentem invadir a colmeia, como vespas ou formigas. A abelha rainha, em média 6 dias após emergir do casulo e vencer outras jovens rainhas, sai da colmeia e executa o "voo nupcial": ela vai até uma área de reunião de zangões e se reproduz com vários deles para armazenar o esperma que será usado em suas posturas. Os zangões morrem logo após o ato. No fim do verão, ou quando há pouco mel na colmeia, o número de operárias cai.

## Biologia das Meliponídeas ("sem ferrão")

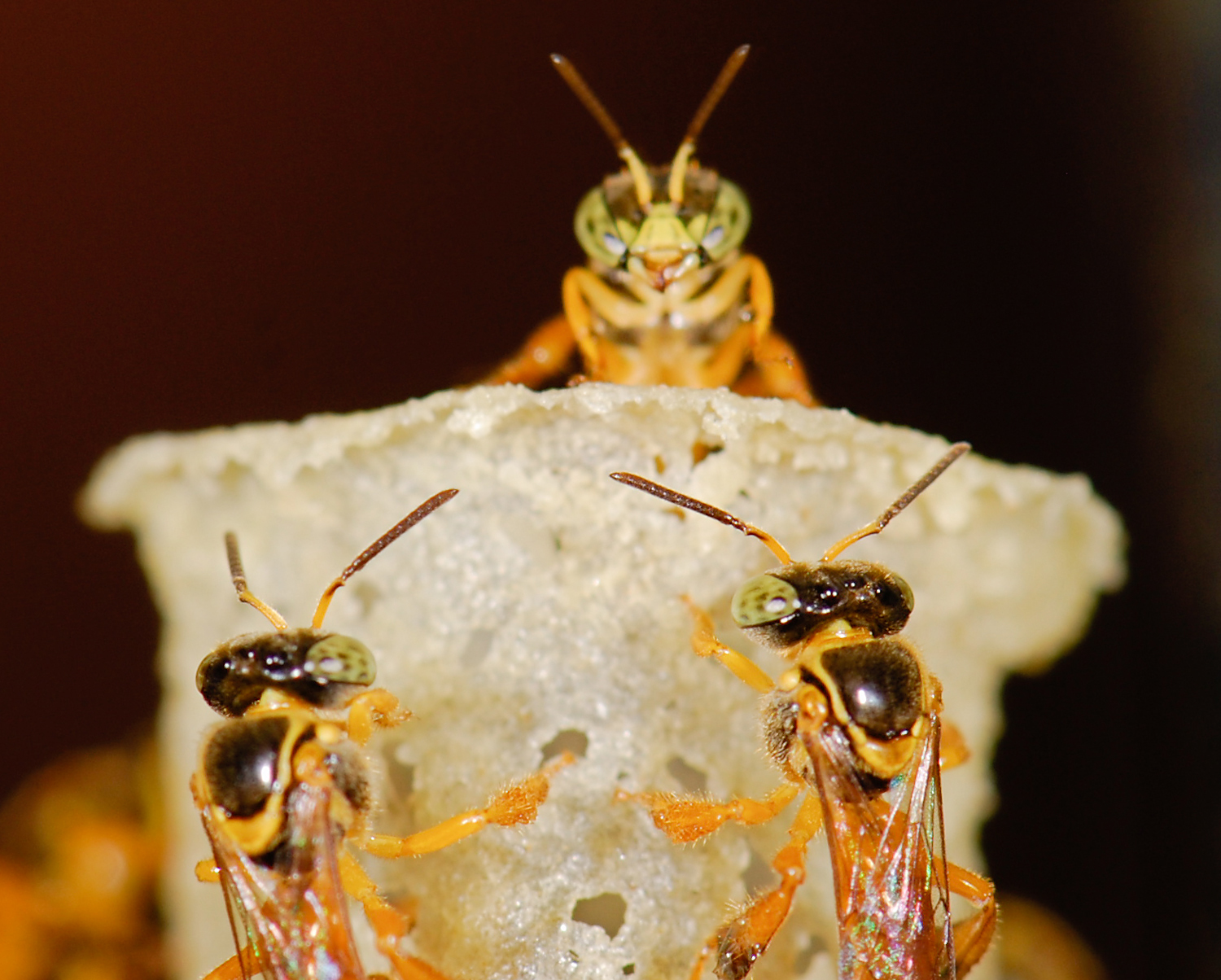
Tetragonisca spp. (abelhas "sem ferrão")

As abelhas do grupo Meliponini produtoras de mel pertencem geralmente aos gêneros Trigona, Scaptotrigona, Melipona, embora existam outros gêneros contendo espécies que produzem algum mel aproveitável. Elas são cultivadas na meliponicultura da mesma forma que as abelhas com ferrão do gênero Apis são cultivadas na apicultura.
Embora o tamanho das colônias da maioria dessas abelhas seja muito menor que o das abelhas europeias e africanas do gênero Apis, em certas espécies a produtividade de mel por abelha pode ser bastante elevada, com colônias contendo menos de mil insetos sendo capazes de produzir até 3 ou 4 litros de mel por ano. Provavelmente a campeã mundial em produtividade, a manduri vive em enxames com apenas cerca de 300 indivíduos, mas mesmo assim pode produzir até 3 litros de mel por ano nas condições adequadas. Ela é uma das menores entre todas as abelhas do gênero Melipona, com comprimento de 6 a 7 mm, e está sendo usada em alguns países como o Japão e a Alemanha como polinizadoras em estufas.
Uma colônia, a depender da espécie, pode abrigar entre 300 (Manduri, por exemplo) e 80 mil indivíduos (Saranhão, por exemplo). Algumas espécies possuem mais de uma rainha. A abelha-rainha pode viver até 2,5 anos, enquanto as operárias vivem em média 60 dias. Composta por diversas castas, que incluem uma rainha (ou mais de uma em algumas espécies), abelhas operárias, zangões e princesas, que são as rainhas ainda não fecundadas. Ao contrário das abelhas com ferrão, as operárias da tribo Meliponini podem também colocar ovos férteis, dos quais em geral nascem apenas zangões. Contudo, já foi observado em mais de uma espécie a ocorrência de fecundação de operárias pelos zangões, e nestes casos as operárias passam a ser capazes de colocar ovos fecundados produzindo outras fêmeas. Diferentemente do que ocorre no gênero Apis, nas abelhas do gênero Melipona a determinação da casta das fêmeas obedece a fatores genéticos e não a alimentação especial das larvas selecionadas para serem rainhas. Este grupo, portanto, não produz a geleia real. Já nas espécies da tribo Trigonini geralmente é a quantidade de alimento ingerido pelas larvas que determina a evolução destas como rainhas, e por isso as operárias constroem favos maiores para acomodar as larvas quando é época de multiplicação da colônia ou se uma nova rainha se tornar necessária. Tais favos de grande tamanho são chamados "células reais".

## Anatomia

Anatomia esquemática de uma abelha-rainha

| Legenda (imagem ao lado)                                         |
| ---------------------------------------------------------------- |
| 1 — Língua (ou Probóscide)                                       |
| 2 — Orifício do tubo excretor da glândula da mandíbula posterior |
| 3 — Mandíbula inferior                                           |
| 4 — Mandíbula superior                                           |
| 5 — Lábio superior                                               |
| 6 — Lábio inferior                                               |
| 7 — Glândula da mandíbula frontal (glândula mandibular)          |
| 8 — Glândula da mandíbula posterior                              |
| 9 — Abertura da boca                                             |
| 10 — Glândula da faringe                                         |
| 11 — Cérebro                                                     |
| 12 — Ocelos                                                      |
| 13 — Glândulas de salivares                                      |
| 14 — Músculos torácicos                                          |
| 15 — Postfragma                                                  |
| 16 — Asa frontal                                                 |
| 17 — Asa posterior                                               |
| 18 — Coração                                                     |
| 19 — Estigmas                                                    |
| 20 — Saco aéreo                                                  |
| 21 — Intestino médio (intestino quiloso, estômago)               |
| 22 — Válvulas cardíacas                                          |
| 23 — Intestino delgado                                           |
| 24 — Tubos de Malpighi                                           |
| 25 — Glândulas rectais                                           |
| 26 — Bolsa de excrementos                                        |
| 27 — Ânus                                                        |
| 28 — Canal do ferrão                                             |
| 29 — Bolsa de veneno                                             |
| 30 — Glândulas de veneno                                         |
| 31 — Arcos do canal do ferrão                                    |
| 32 — Pequena glândula                                            |
| 33 — Vesícula seminal                                            |
| 34 — Glândulas ceríferas                                         |
| 35 — Gânglios abdominais                                         |
| 36 — Tubo da válvula                                             |
| 37 — Intestino intermédio                                        |
| 38 — Copa (entrada do estômago)                                  |
| 39 — Bolsa do mel (bucho)                                        |
| 40 — Aorta                                                       |
| 41 — Tubo digestivo                                              |
| 42 — Cordão neuronal                                             |
| 43 — Palpe labia                                                 |
| 44 — Metatarso                                                   |

### Pernas
A abelha, como todo o inseto, tem três pares de pernas. Utiliza o primeiro para limpar as antenas, protegendo-as da poeira. O segundo serve de apoio para o seu corpo, e o terceiro par, chamado de patas coletoras, serve para mover pólen. Na tuba das patas coletoras fica o lavatório para o óleo: corbícula, espécie de pote. Ainda no terceiro par, fica o "escorpião", com o qual a abelha recolhe o pólen e, trocando as patas, deposita-o com o centro na corbícula direita e, com a direita na corbícula central.

### Língua
A língua, ou lígula move-se num canal formado pelas maxilas e os palpos labiais, terminando num tufo de pelos que, como uma esponja, absorve o néctar da flor.

### Mandíbula e maxilar
São órgãos responsáveis por amassar as escamas de cera que a abelha expele do abdômen, utilizadas depois para construir os favos. Têm também a função de abrir as anteras das flores para extrair o pólen, varrer a colmeia e mutilar os inimigos.

### Antenas
Órgãos do olfato e do tato são extremamente sensíveis. As abelhas, farejando com as antenas na escuridão, são capazes de construir favos perfeitamente geométricos.

### Ferrão
O ferrão das abelhas tem diferentes funções dependendo da casta do indivíduo, visto que o órgão é desenvolvido a partir de uma estrutura reprodutora das fêmeas: o ovipositor. Nas operárias, ele é modificado para atuar como um mecanismo de defesa, servindo para injetar toxina (apitoxina) no corpo do alvo. Na rainha, por outro lado, é usado para a postura de ovos, podendo também ser utilizado em disputas com outras rainhas. Por serem machos, os zangões não possuem ferrão.
Quando uma operária ferroa um humano, seu ferrão se aloja na pele da vítima, pois este é farpado no sentido oposto a da ponta. Além disso, ao se desprender do corpo, seu intestino é retido, o que causa a morte da abelha logo em seguida. O ferrão, mesmo após separado do corpo do insecto, continua a pulsar, injectando veneno. Algumas abelhas, como a Mamangaba, não perdem o ferrão em um ataque, podendo ferroar várias vezes.

### Abdômen e tórax
São os órgãos que contém os aparelhos: digestivo (tubo faringiano, o esôfago e o estômago ou papo); o circulatório e o respiratório (o sangue é incolor e circula com as contrações do coração, pela aorta e pelo vaso dorsal. Há ainda os estigmas — orifícios por onde respiram os insetos.); o aparelho de reprodução masculino (os órgãos sexuais masculinos terminam na face dorsal do penúltimo anel da crosta) e o feminino (um par de ovários, um oviduto e um receptáculo seminal).

### Órgãos da visão
Os olhos compostos são dois grandes olhos localizados na parte lateral da cabeça. São formados por estruturas menores denominadas omatídeos, cujo número varia de acordo com a casta, sendo bem mais numerosos nos zangões do que em operárias e rainhas (Dade, 1994). Possuem função de percepção de luz, cores e movimentos. As abelhas não conseguem perceber a cor vermelha, mas podem perceber ultravioleta, azul-violeta, azul, verde, amarelo e laranja (Nogueira Couto & Couto, 2002). Os olhos compostos — um de cada lado da cabeça de superfície hexagonal, permite uma visão panorâmica dos objetos afastados, aumentando-os 60 vezes.
Os olhos simples ou ocelos são estruturas menores, em número de três, localizadas na região frontal da cabeça formando um triângulo. Não formam imagens. Têm como função detectar a intensidade luminosa.

### Asas
As asas são formadas por duas membranas superpostas, reforçadas por nervuras ramificadas. Os pares de trás são menores e munidos de ganchinhos, com os quais a abelha, durante o voo, prende as duas asas formando uma só.

### Pelos
Os pelos das abelhas já foram demonstrados como possuindo um papel importante na polinização. Durante o voo, as abelhas acumulam uma pequena carga elétrica positiva, que em reação à carga eletrostática acumulada pelas plantas, permite à abelha localizar plantas ainda não polinizadas e ainda discriminar entre os diferentes padrões e formatos das flores. Os pelos também auxiliam na retenção de pólen, que é imediatamente levantado pela carga e se gruda à abelha.

### Sistema de defesa

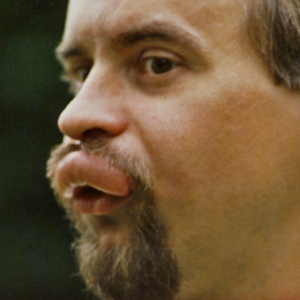
Homem vítima de ferroada no lábio superior

A abelha operária (ou obreira), preocupada com sua própria sobrevivência e encarregada da proteção da colmeia como um todo, tem um ferrão na parte traseira para ataque em situações de suposto perigo. Esse ferrão tem pequenas farpas, o que impede que seja retirado com facilidade da pele humana.
Quando uma abelha se sente ameaçada, ela utiliza o ferrão no animal que estiver por perto. Depois de dar a ferroada, ela tenta escapar e, por causa das farpas, a parte posterior do abdômen onde se localiza o ferrão na maioria das vezes fica presa na pele do animal e, em alguns casos, a abelha perde uma parte do intestino, morrendo logo em seguida. Já ao picar insetos, a abelha muitas vezes consegue retirar as farpas da vítima e ainda sobreviver.
Os órgãos prejudicados das abelhas em caso de o ferrão ficar preso na vítima e levar órgãos juntos variam de intestino até o coração.
A ferroada da abelha no ser humano é muito dolorosa, e a sensação instantânea é semelhante a de levar um choque de alta voltagem. Seu ferrão é unido a um sistema venenoso que faz com que a pele da vítima inche levemente na região (cerca de 2 cm ao redor), podendo ficar avermelhada, dolorida e coçando por até dois dias.
Apesar disso, o veneno (baseado em Apitoxina) não causa maiores danos. Esse veneno é produzido por uma glândula de secreção ácida e outra de secreção alcalina embutidas dentro do abdômen da abelha operária. O veneno, em concentração visível, é semitransparente, de sabor amargo e com um forte odor. Pode ser usado eventualmente com valor terapêutico e tem alguns efeitos positivos na região em que foi injetado. O veneno pode ser também um perigo grave ou mortal em grande quantidade para quem é alérgico à sua composição.

## A vida das abelhas
As abelhas são insetos que vivem em sociedades homeotípicas (com distinção de funções dentro da sociedade). Elas são conhecidas há mais de 40 000 anos e as que mais se prestam para a polinização, ajudando enormemente a agricultura, produção originária de mel, geleia real, cera e própolis, são as abelhas pertencentes ao gênero Apis. Essas abelhas são originalmente do Hemisfério Norte, porém com o Aquecimento Global se mudaram para o Hemisfério Sul. Consequentemente, com essa longa travessia algumas acabaram se espalhado pelo mundo.
Inseto laborioso, disciplinado, a abelha convive num sistema de extraordinária organização: em cada colmeia existem cerca de 80 000 abelhas e cada colônia é constituída por uma única rainha e cerca de 400 zangões.

## Abelha-rainha
A abelha rainha é personagem central e mais importante da sociedade. Seu tamanho é quase duas vezes maior do que o das operárias, e sua única função do ponto de vista biológico é a postura de ovos e manter a ordem na colmeia usando feromônios que só ela possui. Única fêmea com capacidade de reprodução, a rainha nasce de um ovo fecundado, e é criada numa célula especial — diferente dos alvéolos hexagonais que formam os favos — uma cápsula denominada realeira, na qual é alimentada pelas operárias com a geleia real, produto riquíssimo em proteínas, vitaminas e hormônios sexuais. A geleia real é o alimento único e exclusivo da abelha-rainha, durante toda sua vida. A partir do nono dia, ela já está preparada para realizar o seu voo nupcial, quando será fecundada pelos zangões. Caso apareça outra rainha na colmeia, ambas lutarão até que uma delas morra.[carece de fontes?]
No entanto, um estudo recente demonstra que as abelhas do Cabo na África do sul são capazes de realizar uma reprodução assexuada, nesse caso as abelhas operárias produzem ovos fecundados com seu próprio DNA.

## Apiterapia
Apiterapia é um tipo de medicina alternativa que utiliza produtos das abelhas, como o mel, o pólen, própolis, geleia real e as apitoxinas (veneno de abelha). Os benefícios deste tipo de tratamentos não estão estabelecidos por evidências científicas, apesar de muitas das suas práticas datarem de muitos anos antes da era cristã. A terapia por veneno de abelha é usada para tratar doenças como a Esclerose Múltipla, e a Artrite.